# Kalmar läns södra landsting

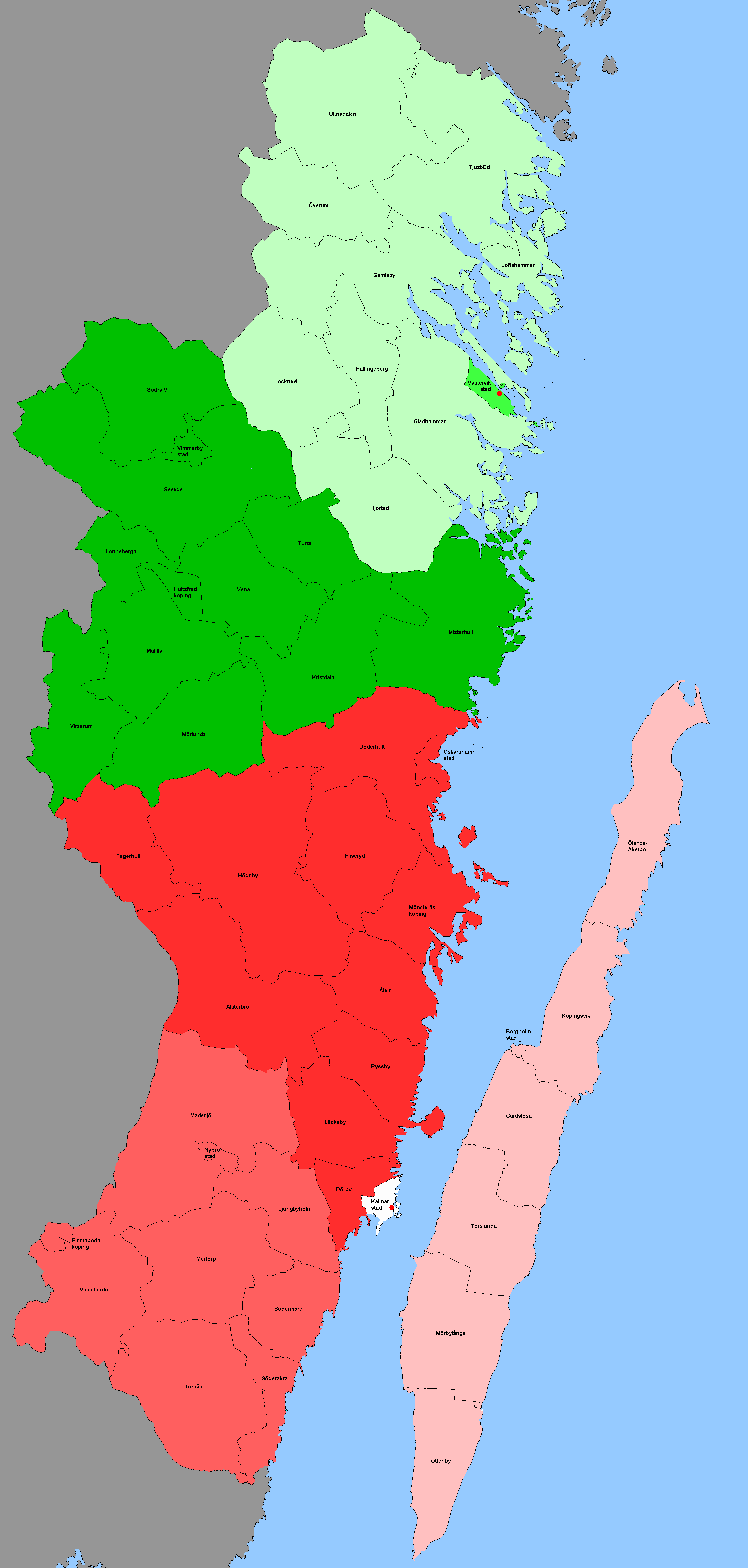
Karta över Kalmar läns två landsting år 1962, med säten i Kalmar och Västervik (Röda prickar). Grönt symboliserar Kalmar läns norra landsting, och dess olika nyanser de olika valkretsarna vid landstingsvalen. Rött symboliserar Kalmar läns södra landsting, och dess olika nyanser de olika valkretsarna vid landstingsvalen.

Kalmar läns södra landsting var ett landsting mellan år 1863 och 1970. Landstinget hade sitt säte i Kalmar och motsvarade indelningen för Kalmar stift. År 1967 gick Kristdala landskommun och Misterhults landskommun (från Kalmar läns norra landsting) ihop med Oskarshamns stad och bytte därmed landsting. Från 1 januari 1971 uppgick landstinget i Kalmar läns landsting, med säte i Kalmar.
Anledningen till delningen till två landsting var en gammal intressekonflikt mellan Kalmars och Västerviks städer. Bildandet av Kalmar läns norra landsting blev en kompromiss, då Västervik ursprungligen helt ville bryta sig ur Kalmar län och bilda residensstad i ett nytt län. Länsstyrelsen och landshövdingen förblev gemensamt placerad för hela länet i Kalmar.

## Politik

### Mandatfördelning i valen 1916–1966
| 7 | 28 |

| 6 |  | 7 | 21 |

| 7 | 7 |  | 5 | 10 |

| 30 |

| 7 | 7 | 3 | 16 |

| 33 |

| 8 | 7 |  | 16 |

| 32 |

| 10 | 7 | 15 |

| 32 |

| 12 | 9 | 11 |

| 32 |

| 17 | 7 | 8 |

| 31 |

| 14 | 8 | 8 |

| 29 |

| 12 | 9 | 8 |

| 28 |

| 15 | 9 | 2 | 6 |

| 30 |

| 17 | 7 | 4 | 8 |

| 34 |

| 16 | 8 | 2 | 9 |

| 33 |

| 18 | 7 | 3 | 7 |

| 33 |

| 17 | 9 | 4 | 7 |